# Francisco Tomás da Cruz
Francisco Tomás da Cruz (Recife, 2 de setembro de 1960) foi um boxeador brasileiro da categoria superpena.
Nascido no Recife, Tomás veio a São Paulo com apenas 12 anos, ao lado de um irmão, pensando em ser jogador de futebol. Passou sérias dificuldades financeiras e chegou a morar na rua antes de iniciar sua trajetória no boxe de forma promissora na década de 1980.
Após uma sequência de 21 vitórias no Brasil e no exterior, o brasileiro encarou o mexicano Julio César Chávez pelo título mundial da categoria superpena do Conselho Mundial de Boxe em Nimes, no sul da França, no dia 18 de abril de 1987. Nocauteado pelo adversário no terceiro round, Tomás admitiu que falhara na preparação. A partir daí, o brasileiro se perdeu por completo, dentro e fora do ringue.